# Duroc (varken)

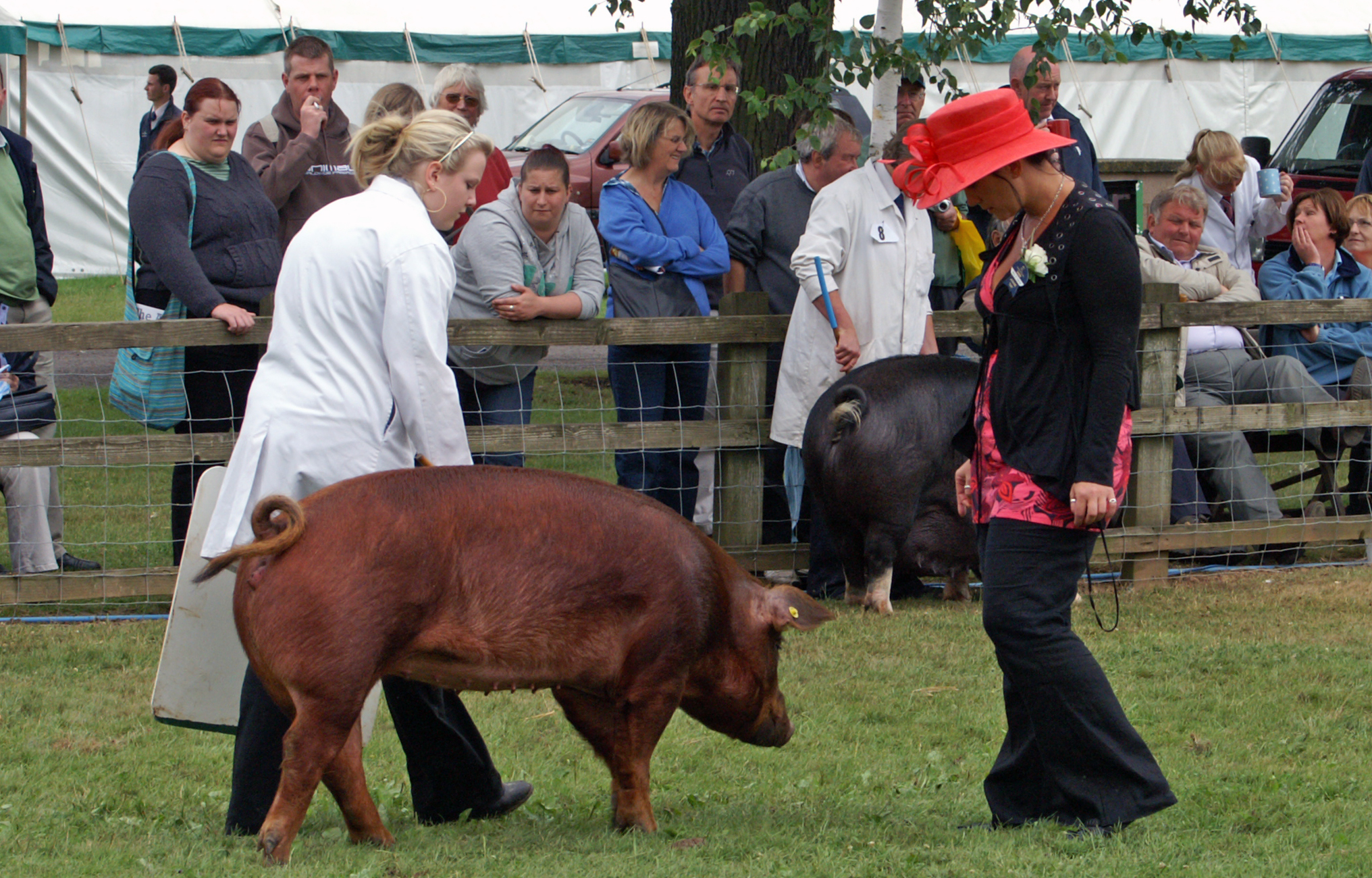
Een Duroc-zeug op een show van levende dieren in Engeland

Het Duroc-varken is een varkensras uit de Verenigde Staten.

## Beschrijving

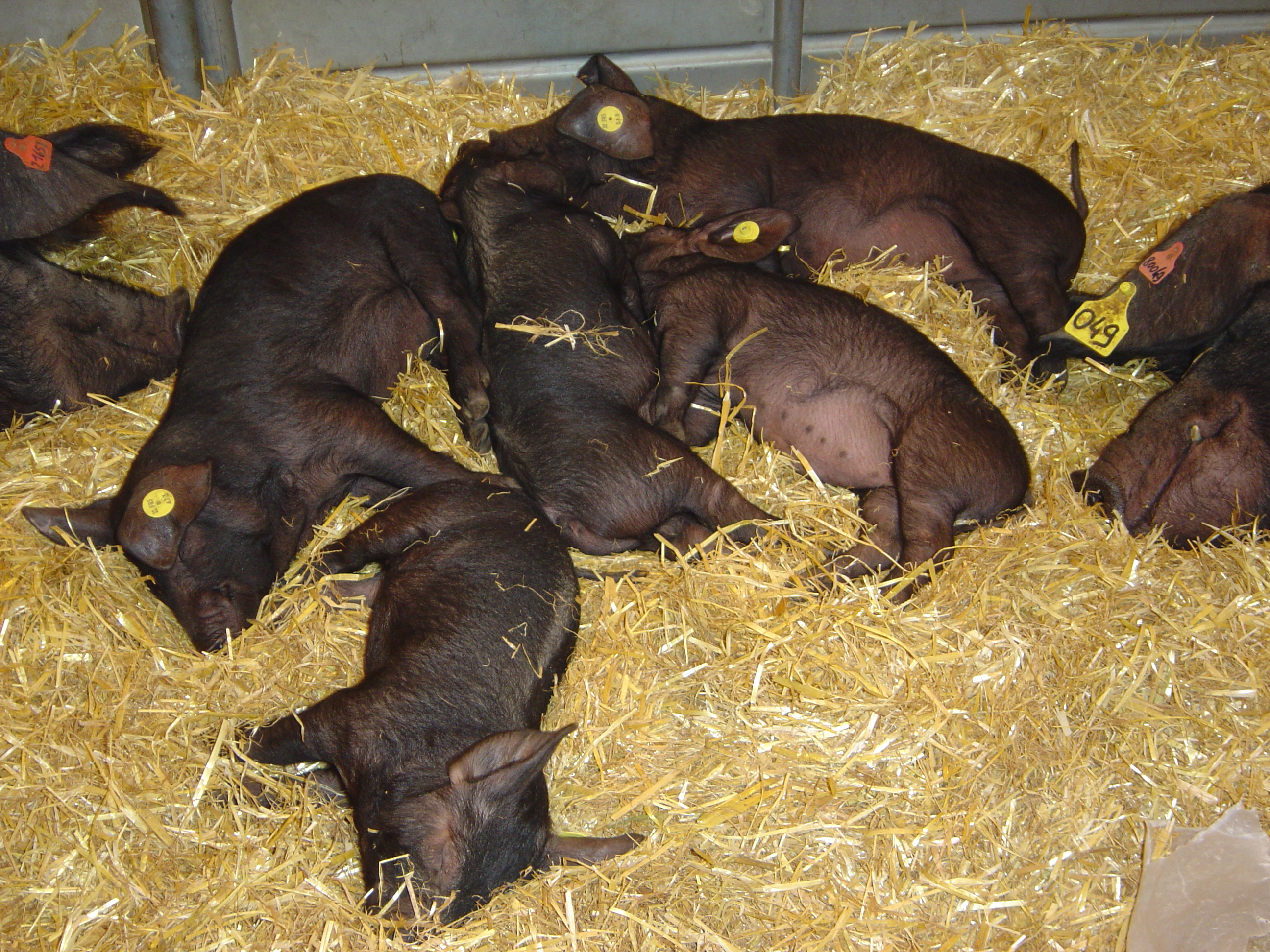
Jonge Duroc-varkens

Duroc-varkens zijn roodbruin, breed gebouwd, van gemiddelde lengte en gespierd, met kleine deels hangende oren. Durocs zijn enigszins berucht vanwege hun agressieve gedrag, maar worden veel gefokt vanwege het malse en sappige vlees.
Het varken mag geen witte vlekken hebben en slechts een beperkt aantal zwarte vlekken om als Duroc erkend te worden.

## Oorsprong

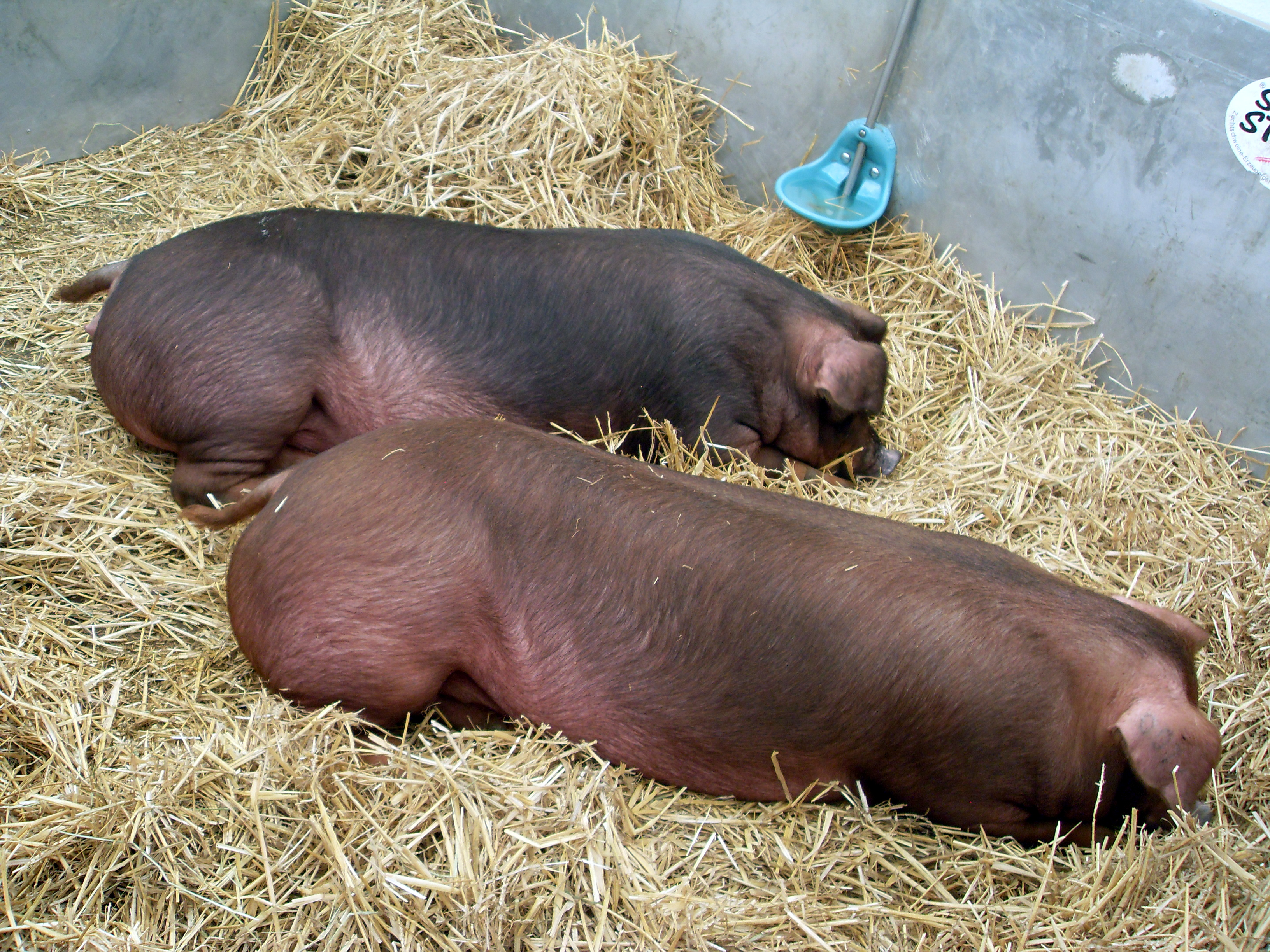
Duroc-varkens

Het ras is van Amerikaanse oorsprong, een van de verschillende rode varkenssoorten die rond 1800 ontwikkeld zijn in New England. Het moderne Duroc-varken is rond 1830 ontstaan uit een kruising van de Jersey Red en het oudere Duroc uit New York. Vanaf de jaren vijftig is het ras ingezet als showvarken.